# Сідні Пейн
Сідні Пейн (англ. Sydney Payne; нар. 16 вересня 1997) — канадська веслувальниця, олімпійська чемпіонка 2020 року, срібна призерка Олімпійських ігор 2024 року.

## Виступи на Олімпіадах
| Олімпіада  | Дисципліна | Місце |
| ---------- | ---------- | ----- |
| Токіо 2020 | вісімки    | 1     |
| Париж 2024 | вісімки    | 2     |

## Зовнішні посилання
- Сідні Пейн на сайті World Rowing (англійська)
- Сідні Пейн на сайті FIS (alpine) (англійська)
- Сідні Пейн на сайті Olympics.com (англійська)
- Сідні Пейн на сайті Olympedia (англійська)
- Сідні Пейн на сайті Canadian Olympic Committee (англійська)